# Тодор Симеонов (футболист)
Тодор Георгиев Симеонов е български футболист, защитник. Роден е на 17 февруари 1976 г. в Пловдив. Висок е 180 см и тежи 78 кг.

## Кариера
Играл е за Арда, Ботев (Пловдив), Марица, Славия, Родопа и Ла Валета (Малта). От есента на 2006 г. играе за Спартак (Пловдив). Има 8 мача за младежкия национален отбор.

## Статистика по сезони
- Арда – 1995/ес. - Б група, 28 мача/0 гол
- Ботев – 1996/97 – A група, 18/0
- Ботев – 1997/98 – A група, 26/2
- Марица – 1998/99 – Б група, 27/5
- Ботев – 1999/00 – A група, 20/1
- Ботев – 2000/01 – A група, 18/1
- Славия – 2001/02 – A група, 17/0
- Славия – 2002/03 – A група, 14/0
- Ла Валета – 2003/04 – Малтийска Премиер Дивизия, 26/0
- Родопа – 2004/05 – A група, 27/2
- Родопа – 2005/06 – A група, 27/1
- Спартак (Пд) – 2006/07 – Б група, 23/0
- Спартак (Пд) – 2007/08 – Б група, 20/0
- Спартак (Пд) – 2008/09 – Б група, 25/0
- Спартак (Пд) – 2009/10 – Б група, 22/1